# Браун, Стивен (дзюдоист)
Стивен Браун (англ. Steven Brown; род. 4 апреля 1986, Аделаида) — австралийский дзюдоист, представитель полулёгкой весовой категории. Выступал за сборную Австралии по дзюдо в 2006—2014 годах, серебряный и бронзовый призёр чемпионатов Океании, победитель и призёр многих турниров национального и международного значения, участник летних Олимпийских игр в Пекине.

## Биография
Стивен Браун родился 4 апреля 1986 года в городе Аделаида, Южная Австралия.
Заниматься дзюдо начал в возрасте шести лет, проходил подготовку в местном клубе Burnside Youth Club в Норвуде. C 2000 года регулярно принимал участие в различных юниорских турнирах.
Первого серьёзного успеха на взрослом международном уровне добился в сезоне 2006 года, когда вошёл в основной состав австралийской национальной сборной и побывал на чемпионате Океании в Папеэте, откуда привёз награду серебряного достоинства, выигранную в зачёте полулёгкой весовой категории.
В 2008 году на чемпионате Океании в Крайстчерче вновь стал серебряным призёром в полулёгком весе. Благодаря череде удачных выступлений удостоился права защищать честь страны на летних Олимпийских играх в Пекине — уже в первом поединке категории до 66 кг потерпел поражение от алжирца Мунира Бенамади и сразу же выбыл из борьбы за медали.
После пекинской Олимпиады Браун остался в составе дзюдоистской команды Австралии и продолжил принимать участие в крупнейших международных турнирах. Так, в 2010 году он выиграл серебряную медаль на домашнем чемпионате Океании в Канберре.
В 2011 году на соревнованиях в Перте в первый и единственный раз в карьере стал чемпионом Австралии по дзюдо. Представлял страну на чемпионате мира в Париже, где в 1/16 полулёгкого веса был остановлен титулованным японцем Масаси Эбинумой, который в итоге и стал победителем этого турнира.
В 2012 году стал серебряным призёром на домашнем чемпионате Океании в Кэрнсе.
В 2013 году взял бронзу на чемпионате Океании в Апии и поучаствовал в чемпионате мира в Рио-де-Жанейро, где вновь остановился на стадии 1/16 финала.
На чемпионате Океании 2014 года в Окленде выиграл очередную серебряную медаль и вскоре принял решение завершить спортивную карьеру.